# گبس (نوادا)
گبس، نوادا (به انگلیسی: Gabbs, Nevada) یک سکونتگاه مسکونی در ایالات متحده آمریکا است که در نوادا واقع شده‌است.

## خصوصیات
گبس ۵٫۸ کیلومترمربع مساحت و ۲۶۹ نفر جمعیت دارد.